# Constitució espanyola de 1931
La Constitució Espanyola de 1931 (oficialment: Constitució de la República Espanyola) fou la primera gran reforma del govern de la Segona República Espanyola (1931-1939). Va crear un nou marc legal des d'on legitimar les altres reformes.

## Redacció
La constitució es va redactar a partir d'un avantprojecte redactat per la comissió de les corts constituents, presidida per Luis Jiménez de Asúa, que van iniciar el treball el 14 de juliol de 1931 i el van presentar el 18 d'agost, i el debat va durar des del 27 d'agost fins a la promulgació el 9 de desembre.

## Contingut
Aquestes són les principals característiques de la constitució espanyola de 1931:
- República democràtica[2]
- Estat integral: terme nou i ambigu que pretenia aproximar els republicans unitaristes i els federalistes.[3]
- Sobirania popular.
- Sufragi universal masculí (el vot de les dones va ser aprovat en una llei posterior del 1932[4])
- Estat aconfessional: punt que comporta un debat intens en el moment de la seva redacció, perquè els diferents partits polítics no es posaven d'acord.
- Parlament unicameral (congrés dels diputats).
- Drets fonamentals: novetat llei de divorci i matrimoni civil, inviolabilitat de domicili, llibertat d'expressió, d'unió, d'associació.
- Possibilitat de socialitzar la propietat.[5]
- Estat integral: una organització de l'estat basat en un model descentralitzat amb regions que tenen una autonomia i altres integrades en un estat unitari.[6]